# Молонден
Молонден (фр. Molondin) — громада  в Швейцарії в кантоні Во, округ Юра-Нор-Водуа.

## Географія
Громада розташована на відстані близько 60 км на захід від Берна, 27 км на північ від Лозанни.
Молонден має площу 5,5 км², з яких на 4,3% дозволяється будівництво (житлове та будівництво доріг), 66,3% використовуються в сільськогосподарських цілях, 29,3% зайнято лісами, 0% не є продуктивними (річки, льодовики або гори).

## Демографія
2019 року в громаді мешкало 239 осіб (+13,8% порівняно з 2010 роком), іноземців було 15,9%. Густота населення становила 44 осіб/км².
За віковим діапазоном населення розподілялося таким чином: 20,1% — особи молодші 20 років, 59% — особи у віці 20—64 років, 20,9% — особи у віці 65 років та старші. Було 94 помешкань (у середньому 2,5 особи в помешканні).
Із загальної кількості 111 працюючого 23 було зайнятих в первинному секторі, 21 — в обробній промисловості, 67 — в галузі послуг.